# Uso da energia

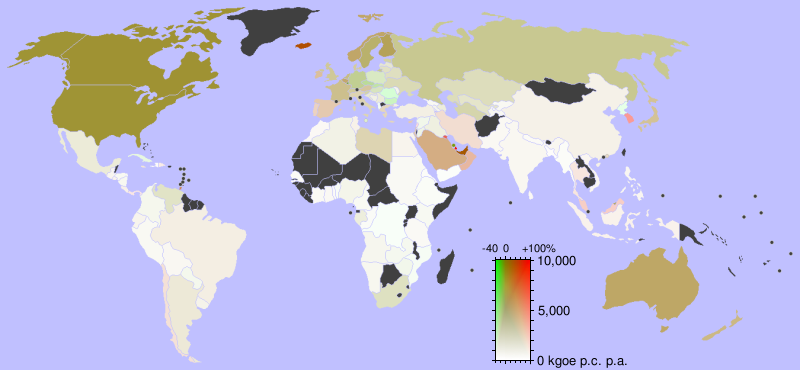
Consumo de energia per capita por país (2001). Matizes de vermelho indicam aumento, matizes de verde indicam diminuição de consumo durante os anos 1990.

O termo Energia, no contexto da sociedade humana e das humanidades, geralmente é usado no sentido de recursos energéticos, e muito frequentemente refere-se a substâncias como combustíveis, derivados do petróleo e electricidade em geral. Estas são as fontes de energia utilizável, no sentido em que podem ser facilmente transformadas em outros tipos de fontes de energia que podem servir um objectivo particularmente útil. Esta diferença em relação à energia nas ciências naturais pode causar alguma confusão, uma vez que os recursos energéticos não se conservam na natureza do mesmo modo que a energia é conservada no contexto da física. O conteúdo real de energia é sempre conservado, mas quando é convertido em calor, por exemplo, habitualmente torna-se menos útil para a sociedade, parecendo, portanto, que foi gasto.
A utilização de energia tem sido crucial para o desenvolvimento da sociedade humana ao ajudá-la a controlar e a adaptar-se ao meio ambiente. Gerir o uso da energia é inevitável em qualquer sociedade funcional. No mundo industrializado o desenvolvimento de recursos energéticos tem se tornado essencial à agricultura, transportes, recolha de desperdícios, tecnologia da informação, telecomunicações que são hoje pré-requisitos de uma sociedade desenvolvida. O uso crescente de energia desde a Revolução Industrial trouxe consigo um número de problemas sérios, alguns dos quais, como o aquecimento global, apresentam riscos potencialmente graves para o mundo.
Em relação a expressões populares como crise energética e a necessidade de conservar energia a utilização do termo energia pode ser vista como uma contradição à lei da conservação de energia das ciências naturais. As práticas de eficiência energética exigem um esforço direcionado à conservação dos recursos energéticos disponíveis.

## Consumo de energia
O consumo de energia no mundo está resumido, em sua grande maioria, pelas fontes de energias tradicionais como petróleo, carvão mineral e gás natural[carece de fontes?]; essas fontes são poluentes e não-renováveis, o que significa que, no futuro, serão substituídas inevitavelmente. Há controvérsias sobre o tempo da duração dos combustíveis fósseis mas devido a energias limpas e renováveis como biomassa, energia eólica e energia maremotriz e sanções como o Protocolo de Quioto que cobra de países industriais um nível menor de poluentes (CO2) expelidos para a atmosfera, além de incentivar (financeiramente) os países que já o fazem. As energias alternativas são um novo modelo de produção de energias económicas e saudáveis para o meio ambiente.